# 가모가와 시월드

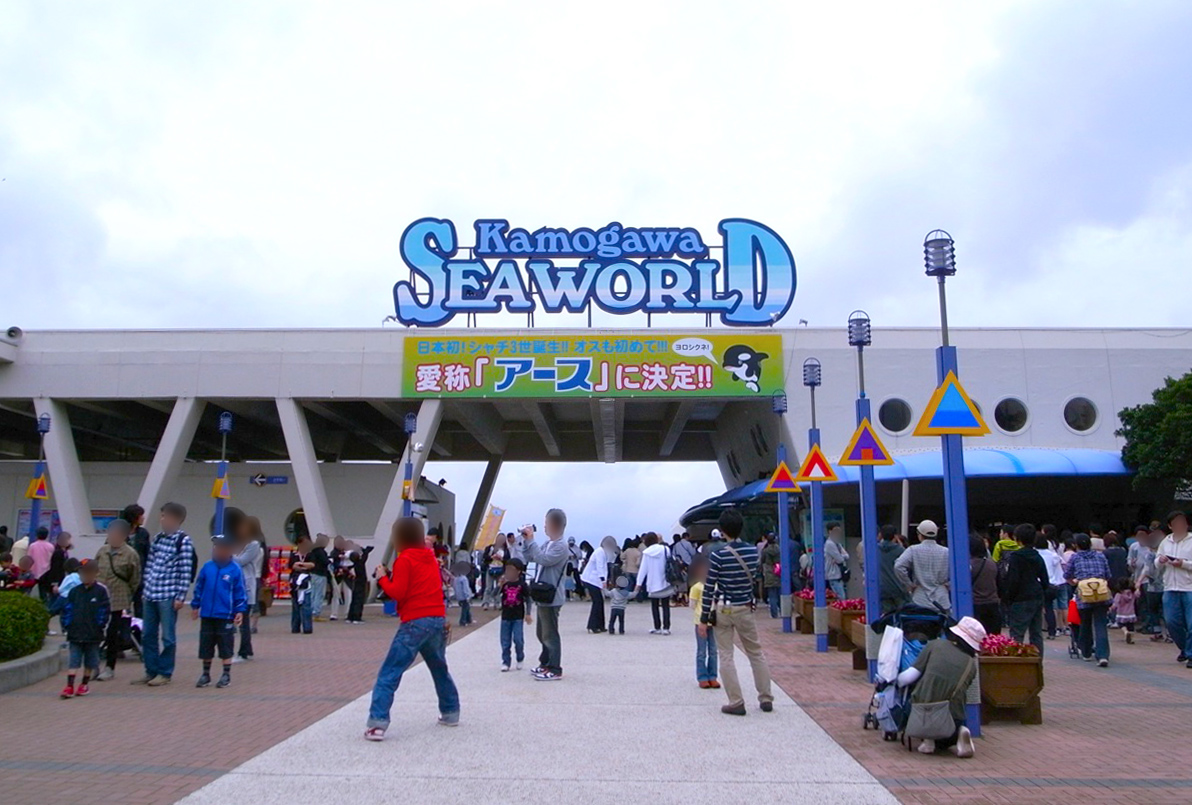
시월드 정문.

가모가와 시월드(일본어: 鴨川シーワールド, Kamogawa Seaworld)는 일본의 수족관 겸 박물관이다. 지바현 가모가와시의 호조 해안과 국도 제128호선 사이에 끼어 있다. 1970년에 해양 동물들을 사육하고 전시하기 위해 세운 것이 시초로, 1971년에 호텔을 세우면서 유원지로 변모했다. 1998년 봄에는 해양 생물들의 생활 환경을 재현한 "로키 스타디움"을 신설했으며, 다양한 해양 생물들의 개체 수를 늘린 공으로 일본동물원수족관협회 (JAZA)로부터 번식상을 탔다.
동일본 여객철도 소토보 선·우치보 선의 아와카모가와역을 연결하는 셔틀 버스를 운행하고 있다. 아와카모가와 역에서는 도쿄로 가는 특급 《와카시오》 호가 운행되고 있다.